# Religia na Wybrzeżu Kości Słoniowej

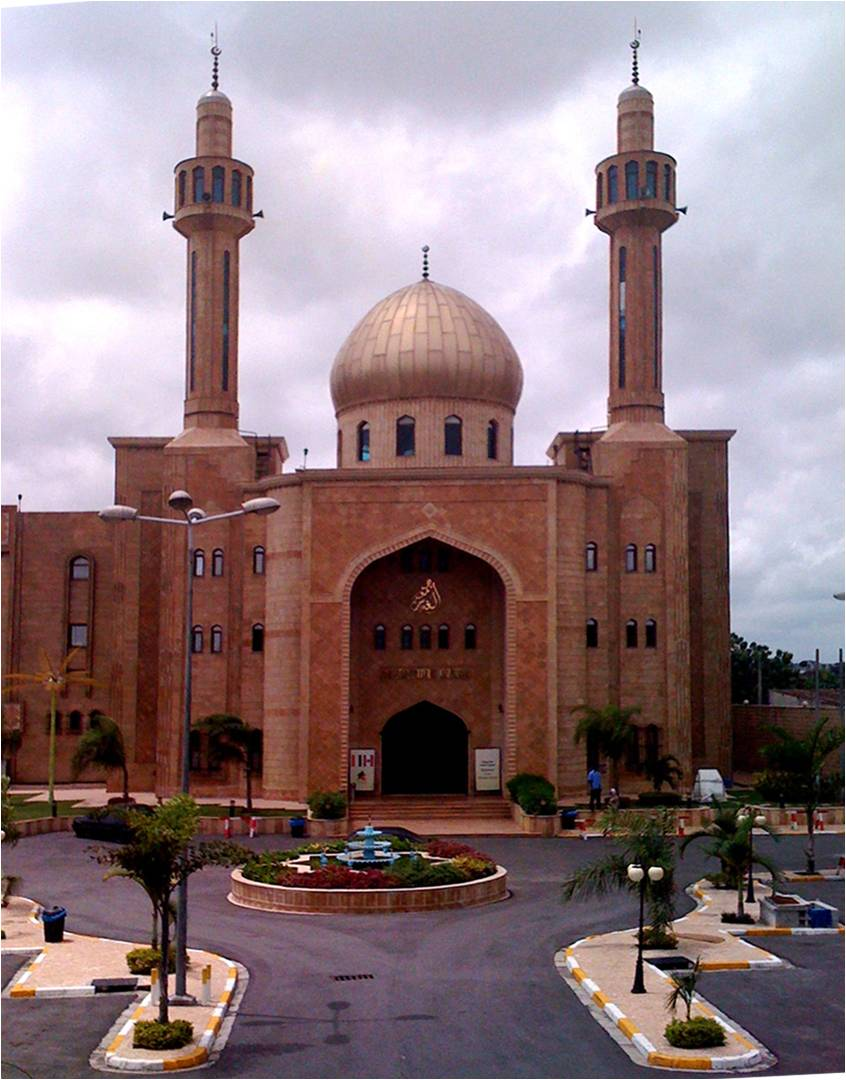
Główny meczet w Abidżanie.

Religia na Wybrzeżu Kości Słoniowej – zdominowana jest przez trzy główne religie: islam, chrześcijaństwo i tradycyjne religie plemienne. Pozostali wyznający inne religie i nie wyznający żadnej religii, stanowią niewielki odsetek populacji.

## Islam
Początki islamu w kraju sięgają XIII wieku, a kupcy berberyjscy byli pierwszymi misjonarzami w Afryce Zachodniej. Obecnie islam wyznaje około 40% ludności z większym zagęszczeniem na północy kraju. Zdecydowana większość muzułmanów to sunnici, rozpowszechniony jest również sufizm. Wyróżniają się dwa sufickie bractwa, są to: Qadiriya i Tidjaniya. Najbardziej muzułmańskimi plemionami są: Diula, Hausa, Fulani, Senufo i Soninke. 

## Chrześcijaństwo

Bazylika Matki Boskiej Królowej Pokoju w Jamusukro.

Obecnie ponad jedna trzecia populacji to chrześcijanie. Katoliccy misjonarze przybyli do kraju w XVII wieku, ale nie zdobyli wielu nawróconych aż do XIX wieku. Wpływ chrześcijaństwa był najsilniejszy wśród osób wykształconych i tych, którzy poszukiwali prestiżu w kontaktach z Europejczykami. Chociaż chrześcijaństwo obecne jest w całym kraju, największe zagęszczenie chrześcijan występuje na południu. Około połowy chrześcijańskiej populacji należy do Kościoła katolickiego. 
Znaczna część chrześcijan należy do różnorodnych Kościołów protestanckich, są to głównie: zielonoświątkowcy, metodyści, CMA, baptyści, WEC International i adwentyści dnia siódmego. Początki protestantyzmu na Wybrzeżu Kości Słoniowej przypadają na 1924 r., kiedy przybył pierwszy misjonarz metodystów. 
Działalność  prowadzą również Świadkowie Jehowy (11,9 tys. głosicieli).
Podobnie jak w innych krajach afrykańskich na Wybrzeżu Kości Słoniowej powstały niezależne wspólnoty afrykańskie łączące elementy chrześcijaństwa z tradycyjnymi wierzeniami. Do takich kościołów należy Église harriste.
Chrześcijaństwo rozpowszechnione jest wśród plemion: Akan, Attie, Baule, Mossi i Anyi.

## Religie plemienne
| Religia             | Pew Research Center, 2010 | Operation World, 2010 | Spis powszechny, 2014 |
| ------------------- | ------------------------- | --------------------- | --------------------- |
| Chrześcijanie       | 44,1%                     | 33,6%                 | 33,9%                 |
| Katolicyzm          | 21,4%                     | 15,9%                 | 17,2%                 |
| Protestantyzm       | 22,7%                     | 16,7%                 | 13,5%                 |
| Muzułmanie          | 37,5%                     | 41,8%                 | 42,9%                 |
| Religie afrykańskie | 10,2%                     | 24,1%                 | 3,6%                  |
| Brak religii        | 8%                        | 0,3%                  | 19,1%                 |

Większość rdzennych religii posiada jakiegoś rodzaju boga-stwórcę i wiele pobocznych bogów. Wśród ludu Akan bóg stwórca nazywa się Nyame. Czczone są również duchy przodków.
Odsetek wyznawców religii plemiennych maleje z każdym rokiem z powodu misji chrześcijańskich i ekspansji islamu. Wiele osób spośród islamu i chrześcijaństwa praktykuje także religijne zwyczaje plemienne.

## Inne religie
Na Wybrzeżu Kości Słoniowej działalność prowadzi wiele mniejszych grup religijnych, są to. m.in. mormoni (44 tys. wyznawców), bahaiści, buddyści, hinduiści i rastafarianie.